# Tsige Duguma
Tsige Duguma Gemechu (* 23. Februar 2001 in der Kemashi-Zone, Benishangul-Gumuz) ist eine äthiopische Mittelstreckenläuferin, die zu Beginn ihrer Karriere vor allem im Sprint an den Start ging. 2024 wurde sie Hallenweltmeisterin im 800-Meter-Lauf und siegte bei den Afrikaspielen in Accra. Zudem gewann sie bei den Olympischen Spielen in Paris die Silbermedaille.

## Sportliche Laufbahn
Erste internationale Erfahrungen sammelte Tsige Duguma im Jahr 2017, als sie bei den Juniorenafrikameisterschaften in Tlemcen in 24,71 s die Silbermedaille im 200-Meter-Lauf gewann. 2019 belegte sie bei den Juniorenafrikameisterschaften in Abidjan in 56,30 s den sechsten Platz über 400 Meter und anschließend nahm sie an den Afrikaspielen in Rabat teil und kam dort mit 56,37 s nicht über die erste Runde über 400 Meter hinaus und belegte mit der äthiopischen 4-mal-400-Meter-Staffel in 3:41,45 min den sechsten Platz. 2022 schied sie bei den Afrikameisterschaften in Port Louis mit 56,23 s im Halbfinale aus und belegte mit der Staffel in 3:47,31 min den fünften Platz und gelangte mit der Mixed-Staffel mit 3:31,50 min auf Rang sechs. 2024 startete sie nach fast einem Jahr Wettkampfpause und einem Distanzwechsel im 800-Meter-Lauf bei den Hallenweltmeisterschaften in Glasgow und siegte dort völlig überraschend in 2:01,90 min und sicherte damit die erste Goldmedaille für Äthiopien über diese Distanz bei Hallenweltmeisterschaften. Nur kurz darauf siegte sie in 1:57,73 min bei den Afrikaspielen in Accra. Im August gewann sie bei den Olympischen Sommerspielen in Paris in 1:57,15 min im Finale die Silbermedaille hinter der Britin Keely Hodgkinson.
2025 erreichte sie bei den Hallenweltmeisterschaften in Nanjing erneut das Finale über 800 Meter, belegte dort aber in 2:04,76 min abgeschlagen den sechsten Platz. Beim Diamond League Meeting in Shanghai siegte sie in 1:56.64 (WL, PB, NR).
2022 wurde Duguma äthiopische Meisterin im 400-Meter-Lauf.

## Persönliche Bestleistungen
- 200 Meter: 24,71 s (+0,5 m/s), 2. Juli 2017 in Tlemcen
- 400 Meter: 54,43 s, 8. Juni 2022 in Port Louis
- 800 Meter: 1:57,15 min, 5. August 2024 in Paris
  - 800 Meter (Halle): 1:58,35 min, 2. März 2024 in Glasgow